# Francesco Dracone
Pas d'image ? Cliquez ici
Francesco Dracone, né le 21 septembre 1983 à Turin, est un pilote automobile italien.

## Biographie
Dracone commence sa carrière automobile en 2002 et reste dans le Championnat d'Italie de Formule 3, pendant plusieurs années, en effectuant quelques piges. Il passe ensuite en Euroseries 3000 de 2006 à 2008. En 2010, il participe à l'IndyCar Series avec Conquest Racing. Il réalise deux courses et termine 22e sur le Mid-Ohio Sports Car Course, puis 20e sur le Sonoma Raceway.
Il réintègre en 2011, l'Euroseries 3000, devenu Auto GP. Il marque un point lors de la première saison et termine 21e du championnat. La saison 2012 est meilleure pour Dracone qui remporte quatorze points. La saison 2013 est, par contre, un désastre : il ne décroche aucun point et termine 22e. En 2014, avec Super Nova Racing, il finit quasiment toutes ses courses dans les points et termine 13e du championnat avec un total de 31 points.

## Résultats en IndyCar Series
| Saison | Écurie          | Châssis     | Moteur        | Pneus     | Nombre de courses | Points inscrits | Classement |
| ------ | --------------- | ----------- | ------------- | --------- | ----------------- | --------------- | ---------- |
| 2010   | Conquest Racing | Dallara IR5 | Honda Indy V8 | Firestone | 2                 | 24              | 37e        |